# Patrick Carter
Pour les articles homonymes, voir Carter.
Patrick Robert Carter, baron Carter de Coles (né le 9 février 1946) a été président du comité d'examen qui examine l'avenir du NHS. En 2006, il passe en revue le marché de l'aide juridique en Angleterre et au Pays de Galles, et il est président de Sport England jusqu'en septembre 2006. Il cofonde la société de maisons de retraite privées Westminster Health Care en 1985 avec Martin Bradford.

## Biographie
Il fait ses études à la Brentwood School, Essex. Carter fait ses études à la Brentwood School où il est un contemporain du politicien Jack Straw. Dans son autobiographie, Straw décrit Carter comme son ami le plus proche. Carter est nommé pair à vie en tant que baron Carter de Coles, de Westmill dans le comté de Hertfordshire sur proposition du premier ministre Tony Blair le 8 juin 2004. Il siège avec les travaillistes.
À la demande du gouvernement de l'époque, Carter fait d'importantes interventions positives dans certains des grands projets et événements sportifs du Royaume-Uni. En particulier, il joue un rôle de premier plan dans la résolution des problèmes de financement entourant l'organisation des Jeux du Commonwealth de Manchester 2002, et est le principal facilitateur dans la résolution du litige financier majeur entre Multiplex Construction UK Ltd et Wembley National Stadium Ltd, lorsque le stade est réaménagé avant sa réouverture en 2007.
Dans son examen des dépenses du NHS, Carter fait valoir que le NHS en Angleterre pourrait économiser 5 milliards de livres sterling par an grâce à une meilleure organisation du personnel et à une meilleure approche des achats.
Carter est président du groupe des opérations internationales de McKesson Corporation et est responsable du portefeuille de produits de l'entreprise .
Il est considéré par le Health Service Journal comme la neuvième personne la plus influente du NHS anglais en 2015. Il préside le conseil des laboratoires des services de santé.